# Gnathia grutterae
Gnathia grutterae is een pissebed uit de familie Gnathiidae. De wetenschappelijke naam van de soort is voor het eerst geldig gepubliceerd in 2010 door Ferreira, M., Smit, N. & Davies, A..